# Google Maps
Google Maps (Google Kartor på svenska) är en gratis kartbilds- och satellitfototjänst från Google. Kartorna och satellitfotona täcker nästan hela jordklotet och kan zoomas ut och in. Googles sökfält är här anpassat till att visa resultatet av sökningen genom förslag på platser (företag, orter med mera) på karta och i en lista till vänster om kartan.

## Kartdata och felrapportering
De flesta av kartorna kommer från flera olika leverantörer, däribland Europa Technologies, Tele Atlas och Transnavicom. Fel i kartan över ett flertal länder, däribland Sverige, kan rapporteras med hjälp av Rapportera ett problem-länken i Google Maps. Fel i kartor över länder där Google Map Maker är tillgängligt, t.ex. USA, Kanada och vissa länder i Europa, kan med hjälp av Map Maker rättas till direkt. Kartfel för övriga länder kan rapporteras med hjälp av Tele Atlas Map Insight.

## Historik
Google Maps offentliggjordes 8 februari 2005 på Google Blog. Den hade då endast stöd för webbläsarna Internet Explorer och Mozilla. Stöd för Opera och Safari lanserades 25 februari 2005.

## Fler funktioner
Fler visningslägen har successivt lagts till. Bland annat finns ett läge med höjdrelief och (i större förstoring) visning av höjdkurvor. I vissa delar av världen finns också visuella data om det aktuella trafikläget på allmänna vägar.
Användare kan också spara delkartor där de kan lägga till punkter av eget intresse. Dessutom kan man skapa färdvägar och spara dessa. Man kan också publicera dessa kartor så att andra användare kan få tillgång till dem. Det är praktiskt för att till exempel beskriva vägen till en viss plats.

### Street View

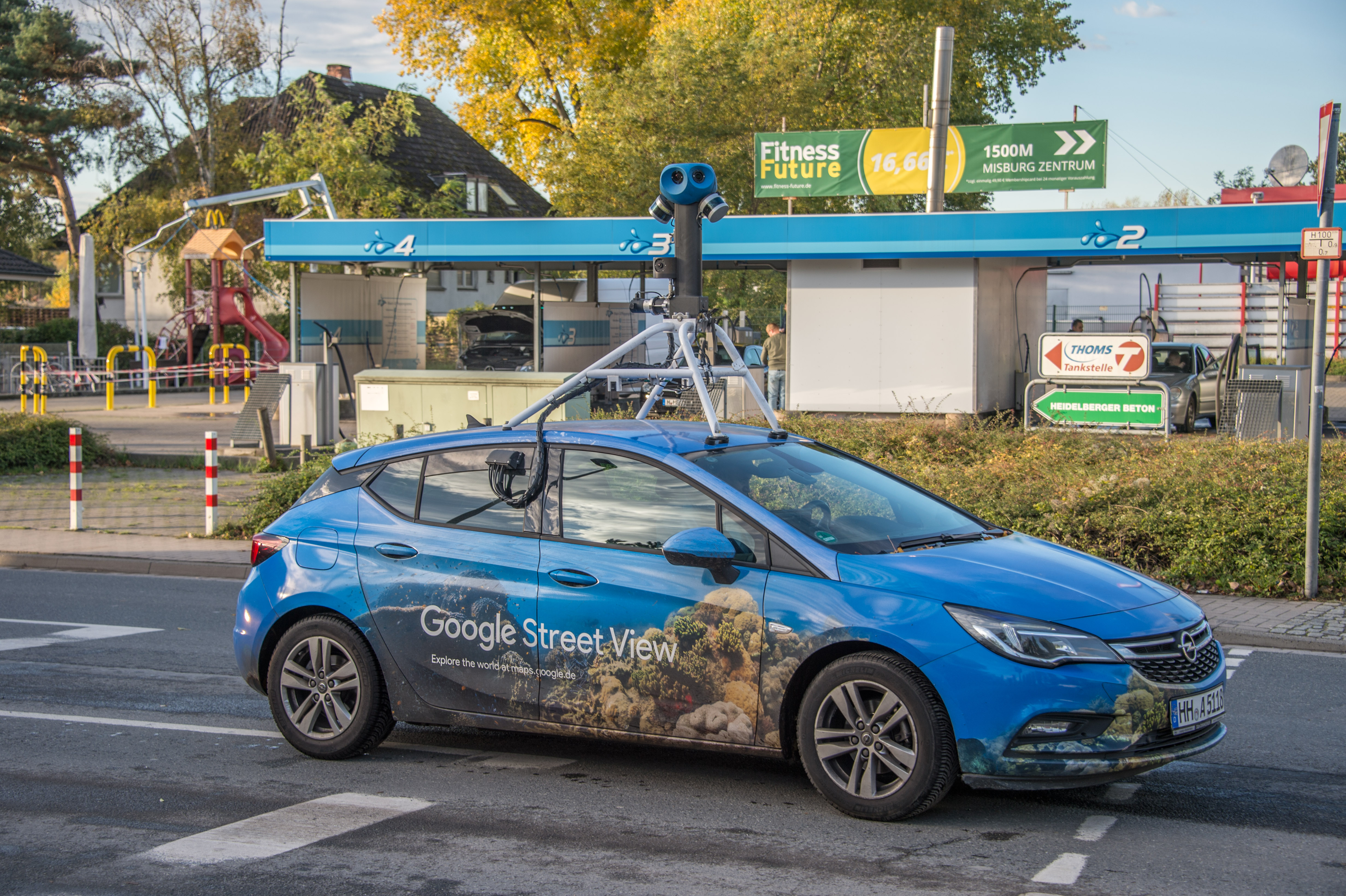
En Google Street View bil

Sedan maj 2007 finns "Google Street View" för många städer. Det ger möjlighet för användare att zooma ner till gatunivå och förflytta sig längs gator och se 360°-panoraman från olika platser.
I september 2005, efter orkanen Katrina, uppdaterades Google Maps med ett ytterligare lager med nytagna bilder av de skador som precis drabbat New Orleans.
Den 21 januari 2009 lanserades Google Street View Sverige med gatubilder från bland annat Stockholm, Göteborg, Malmö, Eskilstuna, Jönköping, Skellefteå, Haparanda, Umeå, Halmstad och Växjö.
Från 2012 finns Street view-bilder tagna från annat än bilar. Det finns bilder från snöskotrar, cyklar, fotgängare, båtar och dykare.
Sedan 2014 finns det gatubilder på de flesta större vägarna i en stor del av Europa, i Nordamerika, Japan, Australien, Sydafrika, Botswana, Brasilien, Chile och en del ytterligare länder.
Det finns en mjukvara som automatiskt suddar ut bland annat igenkännbara ansikten och bilnummer.
I vissa länder finns begränsningar i lagar, vilket hindrar publicering av bilder, eller som kräver manuell radering av personer, varför Street View inte finns där, eller bara i parker vid tidpunkter då ingen varit där.